# Gà râu Bỉ

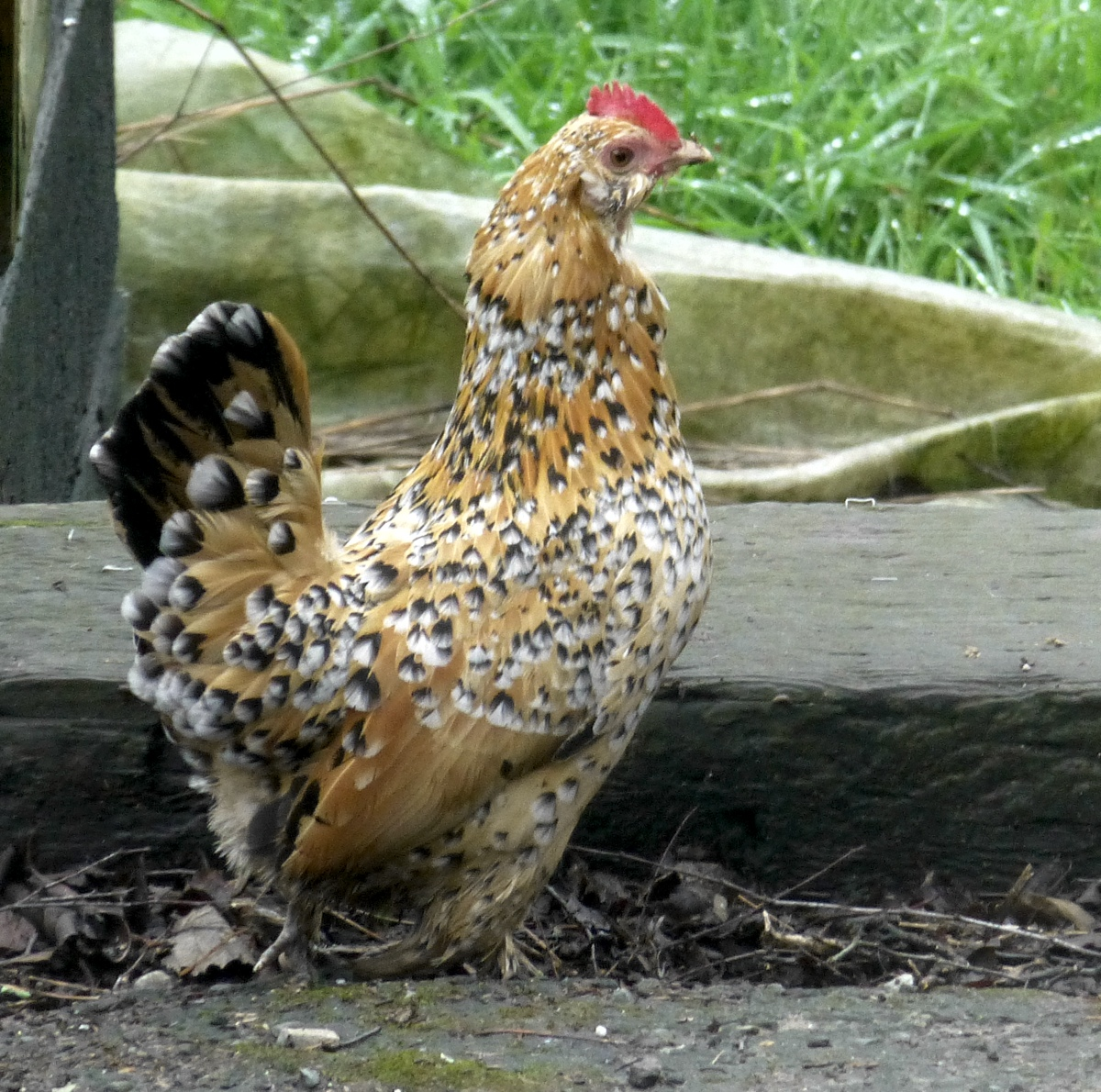
Một con gà tre râu Bỉ (biến thể vạn hoa)mái

Gà tre râu Bỉ (Barbu d'Uccle) hay còn gọi là gà tre râu dúc (d'Uccle) là một giống gà có nguồn gốc từ Bỉ, chúng xuất xứ từ thị trấn Uccle ở ngoại ô Brussels. Đây là một loài gà lạ và đẹp, chúng được ưa chuộng để nuôi làm gà kiểng. Đầu thế kỷ 20, giống gà D'uccle được tên là "Fleur vivante de nos jardins" có nghĩa là "những bông hoa di động trong vườn".
Gà râu D'Uccle phát triển và được ưa thích ở Anh. Sau năm 1912, nó trở nên phổ biến sau Thế chiến I, "Câu lạc bộ gà tre Bỉ" được thành lập tại Anh. Sau Thế chiến II, giống gà thoái trào ở Bỉ, đến năm 1969, "Câu lạc bộ barbu d'Iccle" được thành lập với tiêu chí phục hồi sự phổ biến của giống gà. Câu lạc bộ "De Baardjes" (The Beardeds) với tiêu chí cải tiến ba giống gà râu của Bỉ kể cả các biến thể của chúng.

## Đặc điểm
Về cấu trúc, khoảng 60% cơ thể nằm phía trước còn 40% nằm phía sau nếu kẻ một đường thẳng giữa hai chân, nhìn từ mặt bên còn gà Sabelpoot thì lại hài hòa và cân đối, với một nửa nằm phía trước và một nửa nằm phía sau. Gà Barbu d'uccle có vẻ nhỏ nhắn và thấp hơn. Ba thùy râu rất đầy đặn và hướng về phía sau để kết hợp với lông bờm cong gọi là "boule" ("trái banh"), trước đây thường gọi đây là "đầu cú" (tête de hibou). Giống barbu d'ucccle đẻ tương đối tốt, trứng màu trắng nặng khoảng 35 gram. Gà mái có xu hướng nằm ổ và chăm con tốt. Giống gà không quá yếu ớt, mặc dù nên nhốt trong chuồng có mái, nền lót cát (khô ráo). Chạc có đường kính tối thiểu 5 cm và không đặt cao quá sàn 25 cm mặc dù chúng bay rất giỏi.

## Biến thể

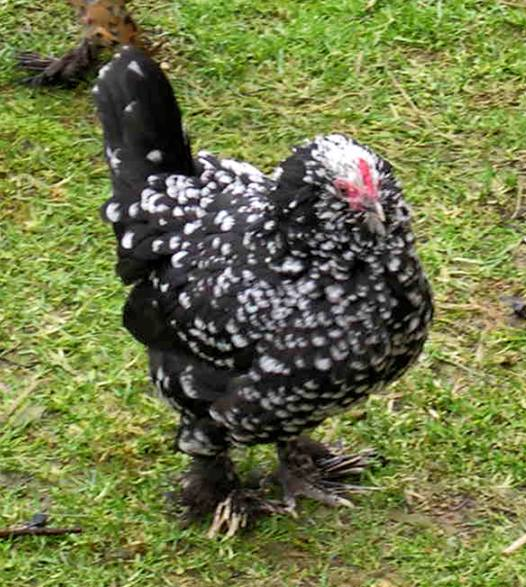
Biến thể của gà tre râu Bỉ

Vào năm 1910, có 5 giống gà chỉ khác nhau gồm: Gà Sabelpoot krielen của Hà Lan, ban đầu chúng không có râu, mặc dù vào năm 1910 đã nhập giống gà râu từ Bỉ. Gà Federfussiges zwerghuhn của Đức cũng có râu hoặc không râu và chỉ khác giống gà Sabelpoot. Gà "boot bantam" (gà tre bốt) do người Anh lai tạo. Người Mỹ lai tạo gà tre râu d'Uccle từ Bỉ và gà tre bốt từ Anh và tạo ra giống gà tre bốt Millefleur; giống gà trung gian giữa sabelpoot và d'Uccle.
Ở Bỉ, giống gà này được công nhận có hơn 20 biến thể màu mặc dầu hầu hết đều có dạng "Millefleur" với màu nền đậm hơn so với sabelpoot và dạng màu sứ (procelain). Những biến thể màu khác tương đối hiếm. Chúng còn có màu sứ và hoa văn. Biến thể màu này thường được lai với millefleur (bông hay vạn hoa) mà nó có thể tạo ra màu lavender trên cánh chậu của gà trống. Đời F1 có màu millefleur nhưng mang gien lavender. Màu nền dường như nhạt hơn, có thể dễ dàng nhận ra những con mang gien lavender.
Khi lai màu sứ trắng-son (cổ màu golden) gà millefleur mà màu đen được thay thế bằng màu trắng. Biến thể này có màu sắc độc đáo và xuất hiện với tỷ lệ rất nhỏ, nên lai với millefluer, bởi màu trắng có thể lấn lướt màu nền golden red. Nếu lai màu sứ với màu nhạn, kết quả làm xuất hiện màu lavender, mà chỉ bao gồm hai màu isabelline (xám-vàng nhạt) và trắng. Biến thể màu này không ổn định và không được chuộng.
Biến thể màu cút (quail) được nhập khẩu từ Anh. Biến thể màu cút làm giàu cho giống gà Bỉ, đặc biệt bởi vì nguồn gốc của màu này vốn từ các giống gà Bỉ, ngoại trừ gà tre Hà Lan (dutch bantam) cũng công nhận màu cút. Một phiên bản gà D'uccle gọi là barbu de'Everberg tương tự như D'uccle về mọi khía cạnh nhưng hoàn toàn không có lông đuôi. Phiên bản này biến mất ngay sau Thế chiến II nhưng được tái tạo vào năm 1970.

## Lịch sử
Chúng được lai tạo vào đầu thế kỷ XX từ những con gà nhỏ có lông ở chân vốn xuất hiện hàng trăm năm trước ở châu Âu, có bằng chứng về tổ tiên của giống gà tre râu, những con gà như vậy từng được Aldrovani mô tả vào đầu thế kỷ thứ 17 trong cuốn Ornithologica với gà trống có cổ và lưng màu nâu, cánh đen và ngực đen điểm đốm trắng, phần sau với đuôi trắng, mồng hoa (rosecomb) nhỏ và chân vàng với năm ngón đây là chi tiết liên quan mật thiết đến tổ tiên ban đầu của giống gà tre râu d'Uccle.
Ngoài ra một bức vẽ của Albert Cuyp thể hiện một con gà tre bốt (booted bantam-hay gà đi ủng) mái. Những con gà bốt trông giống như những con ngày nay. Cũng có một mô tả về những con gà nhạn rất nhỏ với lông chân trong Sách về gia cầm của Tegetmeyer từ năm 1866. Có một ghi nhận về những con "gà tre nhạn đi bốt" tham gia triển lãm Crystal Palace ở Luân Đôn vào năm 1833. Hugo du Roi trưng bày năm cặp gà Millefleur (vạn hoa) tại Triển lãm quốc gia Đức vào năm 1893. Entwistle viết trong quyển sách Gà tre từ năm 1894 rằng ở nước Anh, người ta đã lai tạo giống gà tre nhạn bốt.
Michel van Gelder muốn một con gà chân ngắn và mập mạp với lưng ngắn và bộ râu rậm, là một con gà râu Antwerp, nhưng chân có lông và mồng lá. Ông trưng bày giống gà mới này lần đầu vào năm 1905, sau bắt đầu lai tạo biến thể chuối xám vàng (yellow birchen). Ý tưởng là tạo ra giống gà tre râu chân lông Antwerp. Ông tìm nhiều gà tre chân lông, ít nhiều đều có râu. Bắt đầu bằng cách lai giữa gà râu Antwerp với gà tre chân lông, tiếp đó là quá trình lai cận huyết, van Gelder đã tạo ra dạng gà râu Antwerp với chân rậm lông và mồng lá. Van Gelder không chọn loại mồng hoa (rosecomb) và nhắm đến việc lai tạo giống gà tre râu Antwerp với chân lông.
Vào năm 1950, Van der Snickt và Van Gelder thăm triển lãm Crystal Palace và mua một số gà tre bốt từ Entwistle. Một số con có râu và gốc gác từ Bỉ, những con khác không râu và gốc gác từ Hà Lan. Van Gelder đã thành công trong việc tạo ra hàng loạt biến thể màu mới cho giống gà râu trong chưa đến năm. Đầu tiên là biến thể Millefleur (vạn hoa), nhưng từ năm 1906 ông cũng trưng bày các màu trắng, đen và cú vằn (cuckoo). Tại Hội chợ Quốc tế ở Brussels vào năm 1909, có khiếu nại van Gelder lai giống gà Sabelpoot của Hà Lan với đặc điểm râu chỉ để gọi nó là "giống gà Bỉ". Người Hà Lan đã nhập gà d'uccle để tạo ra gà râu Sabelpoot.